# NGC 625
NGC 625 je galaksija u zviježđu Feniks.

## Vanjske poveznice
- SEDS: NGC 0625